# استانتس
«استانتس» (انگلیسی: Stunts (video game)) یک بازی ویدئویی در سبک بازی ویدئویی مسابقه‌ای است که توسط Brøderbund و در سال ۱۹۹۰ و در پلت‌فرم داس منتشر شده‌است.